# 横沥镇 (惠州市)
横沥镇是广东省惠州市惠城区辖下的一个镇，位处惠城区东北部，2003年3月6日惠州市变更行政区划之前归惠阳市（现惠阳区）管辖，目前是惠城区管辖内最大的镇级单位。辖区总面积343平方公里，下辖3个社区和40个村，户籍总人口7.561万人。
全镇多以讲客家话为主，亦有部分讲本地的惠州话和闽南话。
横沥镇的主要特产是起源自土桥村的梅菜，横沥梅菜同时也是惠州著名的土特产；而横沥汤粉则是横沥镇最出名的特色小吃，也是惠州特色小吃之一，在横沥镇上几乎都能看到好几家横沥汤粉店。
往来惠州市区与横沥镇的交通在惠州市政府整顿区内交通时一直都由个体私营小巴经营，后政府对个体私营交通进行整顿取缔后一度由政府出面、由惠州市汽车运输总公司负责开设编号为“1”号的公交线路，但由于经营不善，随后停运。在此期间往来惠州和横沥镇的交通要乘坐去矮陂镇的班车中途在横沥镇入口停车进入。但后来由于有当地市民投诉交通不便致使汽车运输公司再次开通303路班车（现为东江公交公司旗下的206路公交车）去往横沥镇。

## 行政区划
下辖以下地区：
梅岭社区、长兴社区、惠岚社区、岭下村、翟村、福园村、水东村、墨园村、天罡村、蓝村、新村、连塘村、排沙村、潭头村、横星村、柯树排村、森柏洞村、周公堂村、大陂头村、马坌村、马岭村、矮陂村、观音山村、泰安村、洋圳村、土桥村、沙岗村、黄沙洞村、大利村、霞塱村、大岭村、增湖村、南门村、新荣村、中洞村、蔗埔村、欧陂村、建安村、岚联村、輋洞村、大岚村、小岚村和岚建村。

## 中国传统村落
2012年，墨园村被评为首批“中国传统村落”。